# Bruce Kirby (attore)
Bruce Kirby, nato Bruno Giovanni Quidaciolu (New York, 28 aprile 1925 – Los Angeles, 24 gennaio 2021), è stato un attore statunitense.

## Biografia
È il padre dell'attore Bruno Kirby, con il quale condivide il giorno di nascita, il 28 aprile.
Da notare l'interpretazione nel 1974 nella serie televisiva Colombo nell'episodio Alle prime luci dell'alba, assieme al figlio Bruno Kirby che interpreta un cadetto dell'accademia militare. In questa serie Kirby ha recitato per nove episodi nel ruolo di sergente della polizia di Los Angeles e collega del tenente Colombo.

## Filmografia parziale

### Cinema
- Comma 22 (Catch-22), regia di Mike Nichols (1970)
- Ecco il film dei Muppet (The Muppet Movie), regia di James Frawley (1979)
- Sweet Dreams, regia di Karel Reisz (1985)
- Stand by Me - Ricordo di un'estate (Stand by Me), regia di Rob Reiner (1986)
- Pazzi da legare (Armed and Dangerous), regia di Mark L. Lester (1986)
- Un'idea geniale (Happy New Year), regia di John G. Avildsen (1987)
- Getta la mamma dal treno (Throw Momma from the Train), regia di Danny DeVito (1987)
- Scarlatti - Il thriller (Lady in White), regia di Frank LaLoggia (1988)
- Il grande regista (The Big Picture), regia di Christopher Guest (1989)
- Mister Wonderful (Mr. Wonderful), regia di Anthony Minghella (1993)
- Crash - Contatto fisico (Crash), regia di Paul Haggis (2004)
- 2:22 - La rapina ha inizio (2:22), regia di Phillip Guzman (2008)

### Televisione
- Car 54, Where Are You? – serie TV, 9 episodi (1961-1963)
- La parola alla difesa (The Defenders) – serie TV, 4 episodi (1961-1965)
- Ironside – serie TV, 3 episodi (1970-1971)
- Bonanza – serie TV, 3 episodi (1968-1971)
- Room 222 – serie TV, 3 episodi (1970-1971)
- Medical Center – serie TV, 3 episodi (1972-1973)
- La setta del terrore (Conspiracy of Terror) – film TV (1975)
- Kojak – serie TV, 6 episodi (1973-1976)
- Holmes e Yoyo (Holmes and Yoyo) – serie TV, 13 episodi (1976-1977)
- Turnabout – miniserie TV (1979)
- Shannon – serie TV, 9 episodi (1981-1982)
- Hunter – serie TV, 5 episodi (1987-1988)
- La signora in giallo (Murder, She Wrote) – serie TV, episodio 6x17 (1990)
- L.A. Law - Avvocati a Los Angeles (L.A. Law) – serie TV, 13 episodi (1986-1991)
- Perry Mason: Scandali di carta (Perry Mason: The Case of the Fatal Fashion) – film TV (1991)
- Colombo (Columbo) – serie TV, 9 episodi (1973-1995)
- Il tempo della nostra vita (Days of Our Lives) – soap opera, 12 puntate (1995-2000)
- Blood Money - Soldi sporchi (Blood Money) – film TV (2000)

## Doppiatori italiani
Nelle versioni in italiano delle opere in cui ha recitato, Bruce Kirby è stato doppiato da:
- Pino Locchi in Getta la mamma dal treno
- Dario De Grassi in Natale a Giugno
- Paolo Lombardi in La signora in giallo (ep. 6x17)
- Toni Orlandi in La signora in giallo (ep. 12x22)
- Renato Mori in Crash - Contatto fisico
- Rodolfo Traversa in Stand by Me - Ricordo di un'estate